# Matija (Band)
Matija war eine 2011 gegründete Alternative-Pop-Band aus München, die bis 2016 unter dem Namen The Capitols aktiv war. Ihre Musik zeigt Einflüsse aus verschiedenen Genres, u. a. Pop, Indie-Rock, Hip-Hop und Alternative.

## Geschichte
Die Band wurde Anfang 2011 von Matt Kovac (Gesang, Gitarre, Blockflöte), Johann Blake (Bass, Synthesizer, Begleitgesang), Jan Salgovic (Gitarre, Keyboard) und Sami Salman (Schlagzeug, Percussion) in München gegründet. Kennen gelernt haben sich die vier Bandmitglieder in einer Schulband am Maximiliansgymnasium. Unter dem damals verwendeten Namen „The Capitols“ entstanden Songs wie Inhale Exhale und Wake Up. Neben ausverkauften Clubshows spielten die Musiker unter anderem auf Festivals wie dem Oben Ohne Open Air und dem „Škisova tržnica“. Es folgten Support Shows für internationale Acts wie The 1975, Kensington, Catfish and the Bottlemen, Wanda, The Computers und Swim Deep.
Am 10. November 2024 gab die Band ihre Auflösung bekannt. Das Abschiedskonzert fand am 14. Dezember 2024 statt.

### Namensänderung
2016 wurde der Hamburger Produzent Johann Scheerer auf das Quartett aufmerksam und nahm die Musiker in seinem Label Clouds Hill unter Vertrag, worauf die Band beschloss dem Projekt den neuen Namen „Matija“ zu geben, nach dem bürgerlichen Vornamen des Sängers. Bald darauf begannen die Aufnahmen für das Debütalbum Are We an Electric Generation Falling Apart?, das am 20. Oktober 2017 über Indigo erschienen ist. Am 16. Oktober 2020 erscheint das 2. Album der Münchener Indie Band "byebyeskiesofyesterday" ebenfalls über das Hamburger Label Clouds Hill.

### Besetzungsänderung und zweites Album
Seit dem Ausstieg von Johann Blake im Jahr 2019 arbeiten die verbliebenen Mitglieder als Trio. Sie veröffentlichten im Jahr 2020 die Singles absolutelynothing(today), troiskilometres und saddaysinthecity, welche aus ihrem zweiten Album byebyeskiesofyesterday entnommen sind. Dieses soll im Herbst 2020 veröffentlicht werden und entstand in Zusammenarbeit mit dem Münchner Musikproduzenten Willy Löster. Bei einigen Stücken gab Jan Salgovic, hauptsächlich Gitarrist und Keyboarder der Band, sein Debüt als Co-Produzent einiger Stücke.

## Stil
Die Musik vereint E-Gitarren und diverse Tasteninstrumente wie Klavier und Synthesizer mit eingängigen Liedstrukturen, die Verwendung der barocken Blockflöte und Einflüsse aus klassischer und elektronischer Musik. Als musikalische Einflüsse nennen Matija Künstler wie Foals, Kasabian, Red Hot Chili Peppers, Radiohead, Benjamin Clementine, Tame Impala und The Mars Volta.

## Diskografie

### Alben
- 2017: Are We an Electric Generation Falling Apart? (Clouds Hill)
- 2020: byebyeskiesofyesterday (Clouds Hill)

### Singles
- 2017: Song for Celine
- 2017: White Socks
- 2018: Justify Your Love
- 2018: The Calling
- 2020: absolutelynothing(today)
- 2020: troiskilometres
- 2020: saddaysinthecity

## Weitere Quellen
- Vorgestellt, BR Puls 18. April 2014
- M94,5 The Capitols im Interview, 2. Juni 2014
- Newcomer Contest Bayern 2014
- Westfälische Nachrichten 16. März 2015
- SZ 17. September 2015
- Das Erste 20. Oktober 2017
- Kultur: Musiker Matija zu Besuch im tagesschau24-Studio 19. Februar 2018